# Sierras de Demanda, Urbión, Cebollera y Cameros
Sierras de Demanda, Urbión, Cebollera y Cameros este o arie protejată (arie specială de conservare — SAC, sit de importanță comunitară — SCI, arie de protecție specială avifaunistică — SPA) din Spania întinsă pe o suprafață de 150.081,53 ha, integral pe uscat.

## Localizare
Centrul sitului Sierras de Demanda, Urbión, Cebollera y Cameros este situat la coordonatele 42°12′23″N 2°54′36″W / 42.2065°N 2.9099°V.

## Înființare
Situl Sierras de Demanda, Urbión, Cebollera y Cameros a fost declarat arie de protecție specială avifaunistică în ianuarie 1990 pentru a proteja 1 specie de plante și 54 de specii de animale. Alte tipuri de protecție:
- sit de importanță comunitară (în aprilie 1999)
- arie specială de conservare (în februarie 2014)[2][4][5]

## Biodiversitate
Situată în ecoregiunea mediteraneană, aria protejată conține 29 de habitate naturale: Pajiști alpine și subalpine calcaroase, Păduri de stejar galițio-portugheze cu Quercus robur și Quercus pyrenaica, Păduri pe pante, grohotișuri și ravene de Tilio-Acerion, Pajiști uscate seminaturale și facies de acoperire cu tufișuri pe substraturi calcaroase (Festuco-Brometalia) (* situri importante pentru orhidee), Formațiuni montane de Cytisus purgans, Fânețe de joasă altitudine (Alopecurus pratensis, Sanguisorba officinalis), Matorral arborescenți cu Juniperus spp., Galerii de Salix alba și de Populus alba, Păduri de Ilex aquifolium, Pajiști umede atlantice temperate cu Erica ciliaris și Erica tetralix, Pajiști cu Molinia pe soluri calcaroase, turboase sau argilos-nămoloase (Molinion caeruleae), Păduri de fag acidofile atlantice, cu subarboret de Ilex și, uneori, de asemenea, Taxus, la nivelul arbuștilor (Quercion robori-petraeae sau Ilici-Fagenion), Pseudostepă cu ierburi și specii anuale de Thero-Brachypodietea, Mlaștini turboase de tranziție și turbării mișcătoare, Pajiști uscate europene, Lande oro-mediteraneene cu formațiuni endemice de grozamă, Păduri de fag din Europa Centrală dezvoltate pe sol calcaros cu Cephalanthero-Fagion, Iazuri temporare mediteraneene, Ape oligotrofe din câmpii nisipoase, cu un conținut foarte redus de minerale (Littorelletalia uniflorae), Pajiști oro-iberice cu Festuca indigesta, Pante stâncoase calcaroase cu vegetație casmofită, Păduri montane și subalpine de Pinus uncinata (* dezvoltate pe substrat gipsos sau calcaros), Păduri iberice de Quercus faginea și Quercus canariensis, Păduri termofile cu Fraxinus angustifolia, Pante stâncoase silicioase cu vegetație casmofită, Păduri aluvionare cu Alnus glutinosa și Fraxinus excelsior (Alno-Padion, Alnion incanae, Salicion albae), Păduri mediteraneene de Taxus baccata, Grohotișuri termofile și vest-mediteraneene, Păduri de Quercus ilex și Quercus rotundifolia.
La baza desemnării sitului se află mai multe specii protejate:
- plante (1): Ionopsidium savianum
- păsări (26): vulturul negru (Aegypius monachus), pescăruș albastru (Alcedo atthis), fâsă-de-câmp (Anthus campestris), acvilă de munte (Aquila chrysaetos), buha (Bubo bubo), caprimulg (Caprimulgus europaeus), barză albă (Ciconia ciconia), șerpar (Circaetus gallicus), erete vânăt (Circus cyaneus), gușă vânătă (Cyanecula svecica), presură de grădină (Emberiza hortulana), șoim de iarnă (Falco columbarius), șoim călător (Falco peregrinus), Galerida theklae, zăgan (Gypaetus barbatus), vulturul pleșuv sur (Gyps fulvus), acvilă pitică (Hieraaetus pennatus), sfrâncioc roșiatic (Lanius collurio), ciocârlie de pădure (Lullula arborea), gaia neagră (Milvus migrans), gaia roșie (Milvus milvus), vultur egiptean (Neophron percnopterus), Perdix perdix hispaniensis, viespar (Pernis apivorus), Pyrrhocorax pyrrhocorax, silvie de tufiș (Sylvia undata)
- amfibieni (1): Discoglossus galganoi
- mamifere (13): liliac cârn (Barbastella barbastellus), castor (Castor fiber), Galemys pyrenaicus, vidră de râu (Lutra lutra), liliac cu aripi lungi (Miniopterus schreibersii), nurcă (Mustela lutreola), liliac cu urechi mari (Myotis bechsteinii), liliac cu urechi de șoarece (Myotis blythii), liliac cărămiziu (Myotis emarginatus), liliac comun (Myotis myotis), liliacul mediteranean cu potcoavă (Rhinolophus euryale), liliacul mare cu potcoavă (Rhinolophus ferrumequinum), liliacul mic cu potcoavă (Rhinolophus hipposideros)
- nevertebrate (11): Austropotamobius pallipes, croitorul mare al stejarului (Cerambyx cerdo), Coenagrion mercuriale, Elona quimperiana, fluturele de noapte (Eriogaster catax), fluturele auriu (Euphydryas aurinia), Euplagia quadripunctaria, Limoniscus violaceus, rădașcă (Lucanus cervus), Osmoderma eremita, Rosalia alpina
- pești (3): Achondrostoma arcasii, Cobitis paludica, Parachondrostoma miegii

Pe lângă speciile protejate, pe teritoriul sitului au mai fost identificate 10 specii de plante, 5 specii de amfibieni, 16 specii de mamifere, 2 specii de nevertebrate, 2 specii de pești, 3 specii de reptile.